# Chiesa di Sant'Andrea (Sella Giudicarie)
La chiesa di Sant'Andrea è la parrocchiale di Breguzzo, frazione di Sella Giudicarie in Trentino. Risale al XIII secolo.

## Storia

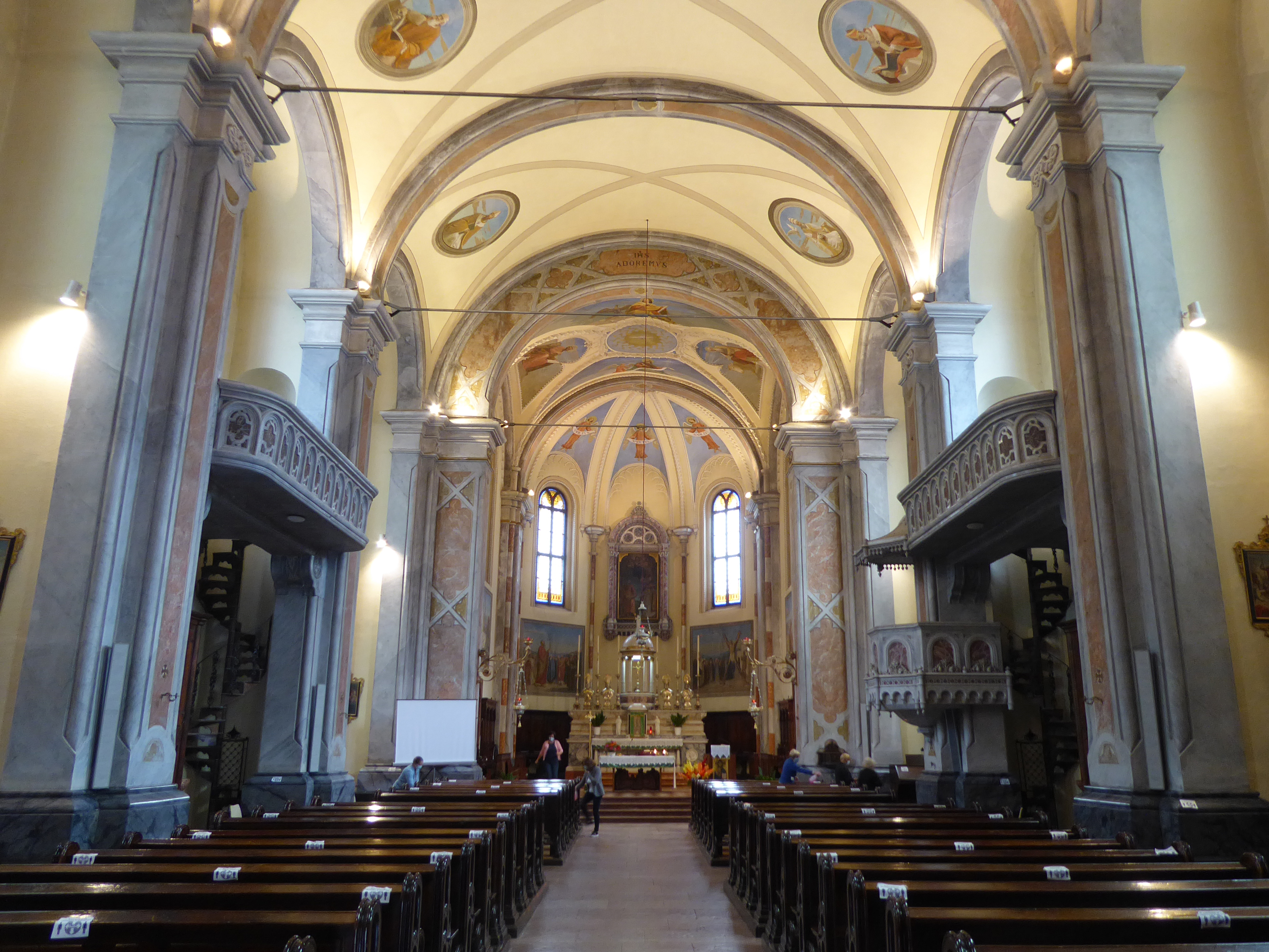
Interno

La storia della primitiva chiesa di Breguzzo iniziò nel XIII secolo e la sua esistenza venne documentata nel 1242.
Circa un secolo più tardi venne modificata per poi essere riedificata nella prima metà del XVI secolo.

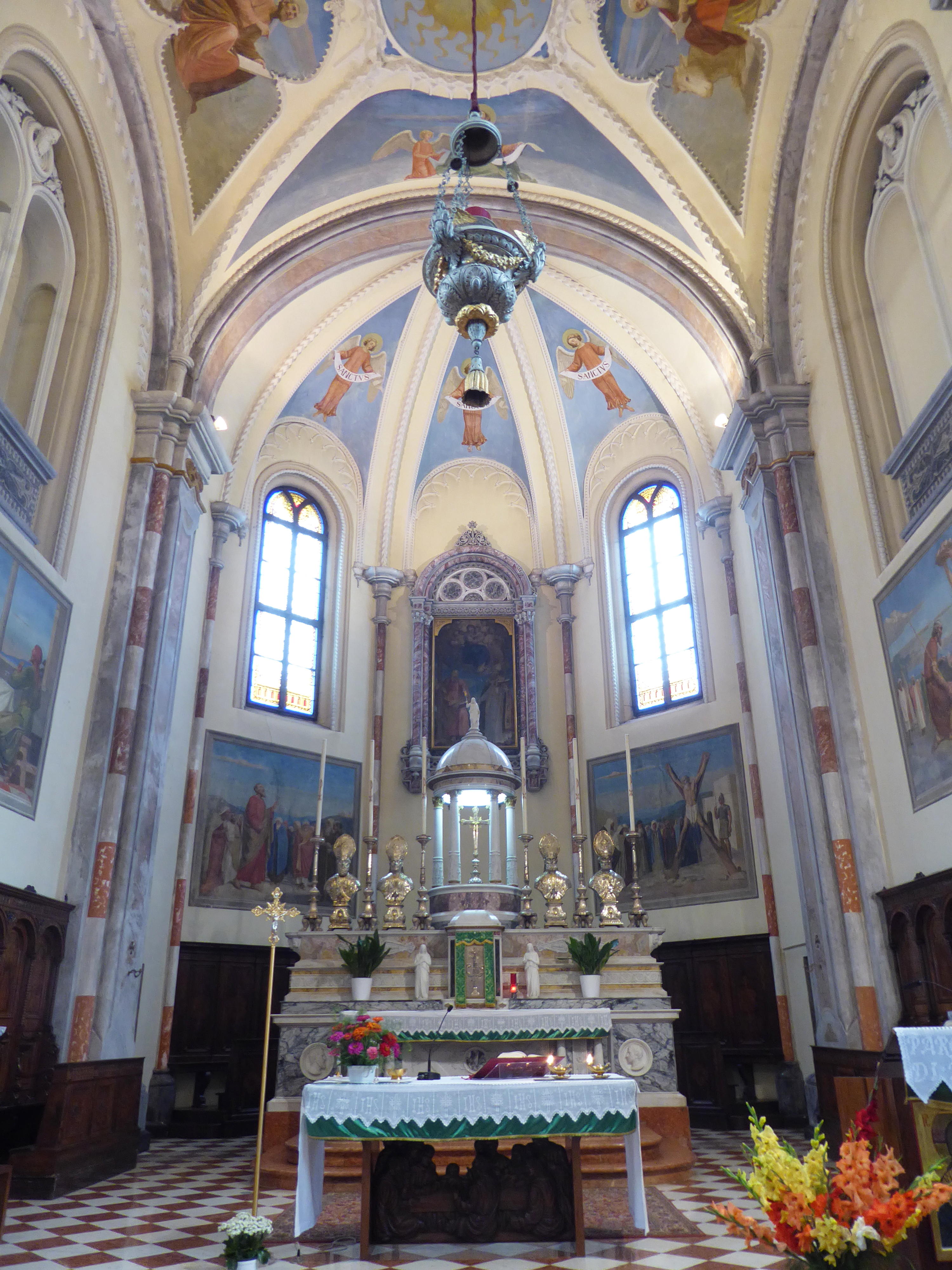
Presbiterio

Ottenne dignità curiaziale, in unione alla chiesa di San Barnaba di Bondo, nel 1590. Le due chiese divennero sussidiarie di Santa Maria Assunta e San Giovanni Battista, la pieve di Tione.
Con la separazione amministrativa delle due comunità di Bondo e Breguzzo anche la chiesa di Sant'Andrea, nel 1667, divenne curazia indipendente.
Circa due secoli dopo il comune di Breguzzo, che aveva raggiunto una buona prosperità grazie al commercio del legname proveniente dalla sua valle e alle attività minerarie, si attivò per la costruzione di un nuovo luogo di culto più centrale nell'abitato e di maggiori dimensioni. Venne acquistato il terreno necessario (grazie a Luigi Bonazza che versò 2772 fiorini) e la costruzione iniziò nel 1861. In due anni i principali lavori strutturali furono portati a compimento e vennero in parte riutilizzati i materiali ottenuti dall'edificio e dalla torre campanaria dell'edificio primitivo.
La benedizione venne impartita nel 1862. Nello stesso anno la vecchia chiesa venne chiusa al culto e in seguito entrò tra i beni a disposizione del comune.
Nel 1867 il vescovo di Trento Benedetto Riccabona de Reichenfels ne celebrò la consacrazione solenne e nel 1895 la curazia ottenne una maggiore indipendenza dalla pieve di Tione. Da quel momento vi si poterono celebrare matrimoni e funerali.
Durante il primo conflitto mondiale la torre campanaria venne semidistrutta da un incendio che devastò l'intero paese, poi venne utilizzata per scopi militari. Nei primi tempi una parte della navata venne lasciata per il culto, poi tutto l'edificio venne requisito e anche quattro delle cinque campane furono portate via degli austriaci.
Nel primo dopoguerra del XX secolo fu oggetto di restauri e, nel 1919, venne elevata a dignità parrocchiale dal vescovo di Trento Celestino Endrici.
Nel secondo dopoguerra navata e presbiterio vennero decorati con dipinti murali dal soavese Adolfo Mattielli. Negli anni ottanta la chiesa fu restaurata e, di nuovo, nel 2007, si intervenne sulle coperture.

## Descrizione
La chiesa è ricca di decorazioni marmoree. La pala dell'altar maggiore è attribuita a Jacopo Palma il Giovane mentre le due tele presenti nella cappella a sinistra, accanto alla statua di San Bartolomeo, sono di scuola veronese.